# Långdistanslöpning

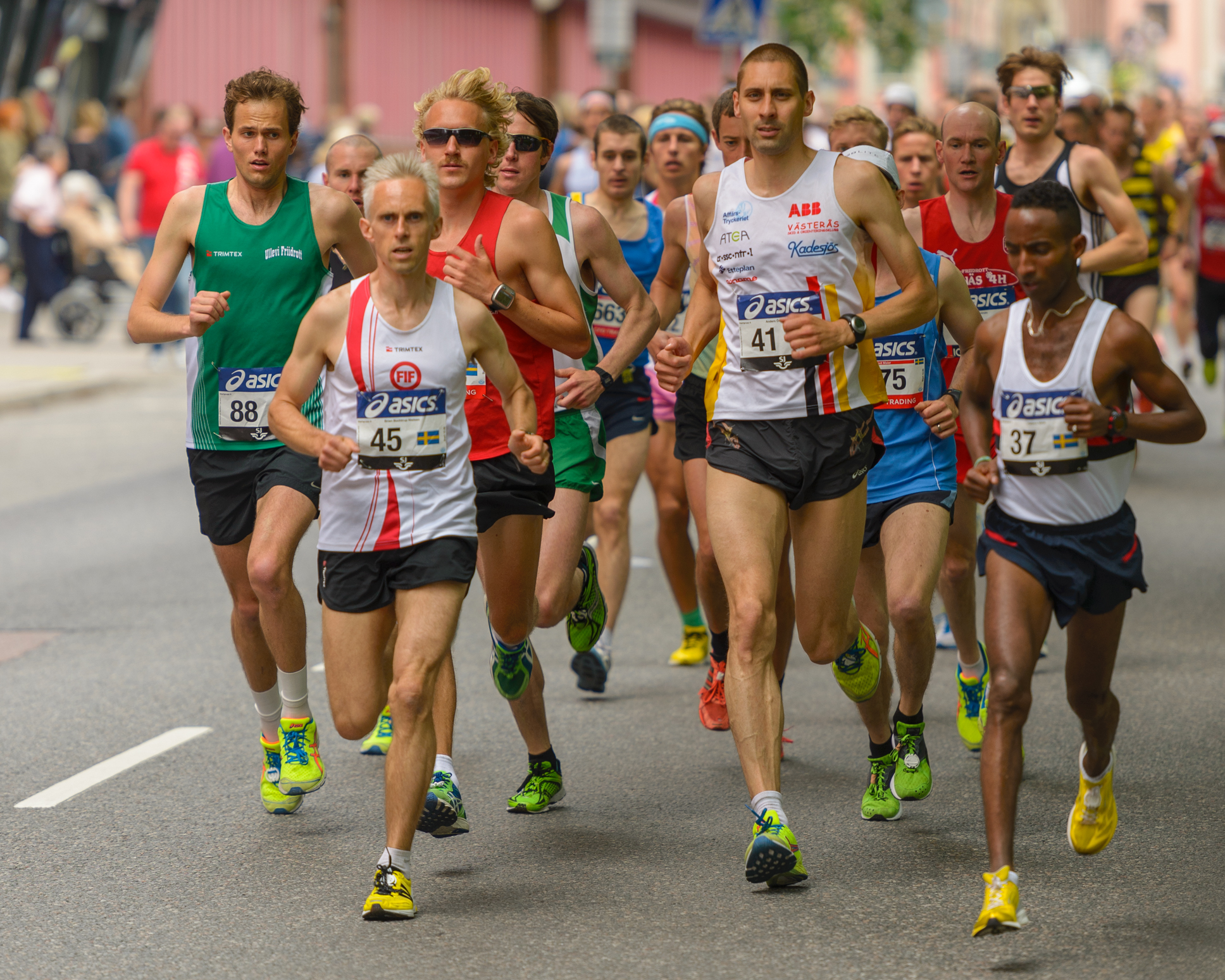
Långdistanslöpare i Stockholm Marathon 2013.

Långdistanslöpning syftar vanligen på tävlingar i löpning inom friidrott där sträckan är 3 000 meter eller mera (3 000 meter tävlas det dock på mest inomhus). Ibland räknas även distanser från 2 000 meter som långdistans. Distanser längre än maraton räknas till ultramaraton.

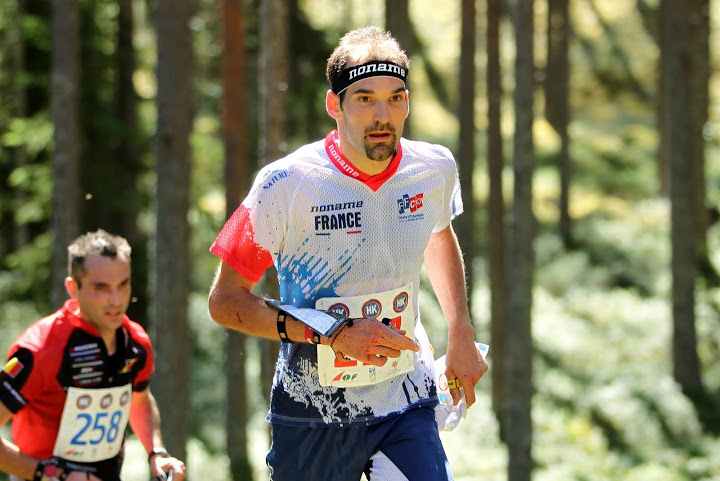
Thierry Gueorgiou har vunnit långdistansen på orienterings-VM flera gånger

Inom orientering är långdistans den längsta VM-distansen. Herrarnas segrartid ska vara 90 minuter och damernas 70 minuter på VM. På långdistanstävlingar (tidigare kallad klassisk distans) används en karta med skala 1:15 000 och bana har ofta flera långsträckor med möjlighet till flera olika vägval.

## Standarddistanser
- 5 000 m banlöpning
- sex engelska mil (9 654m)
- 10 000 m banlöpning
- tio engelska mil (16 090m)
- 20 000 m banlöpning
- femton engelska mil (24 135m)
- 25 000 m banlöpning
- 30 000 m banlöpning
- halvmaraton-gatlöpning
- maraton-gatlöpning
- entimmeslöpning

För världsrekord se Friidrottsrekord.

## Källhänvisningar
1. ↑  "långdistanslöpning". NE.se. Läst 10 november 2014.
2. ↑  ”Damer ska orientera lika lång tid som herrar”. Svensk Orientering. Arkiverad från originalet den 31 oktober 2016. https://web.archive.org/web/20161031214243/http://www.svenskorientering.se/Nyheter/NyheterStartsida/DamerskaorienteralikalangtidsomherrarAntligen. Läst 31 oktober 2016.